# Verónica Velasco
Verónica Velasco Aranda (Tampico, Tamaulipas, 6 de julio de 1962) es una política, periodista y productora de televisión mexicana. Es directora de Contenidos y Producciones Originales de Argos Media Group.
Con formación en periodismo y en filosofía, inició en 1986 en el medio de la televisión, como corresponsal y reportera para la cadena Univision en México. Años después, en Televisión Azteca, fue conductora del programa Expediente 13/22:30 cámara y delito  y del talk show Se vale soñar en 1995.
Como productora mexicana ha formado parte de títulos como Nada personal y Periodismo de corazón. Actualmente está al frente de los contenidos más importantes de la productora Argos Media Group, que dirige junto a su esposo, Epigmenio Ibarra, desde 1993.
Ha producido series para televisión como Capadocia (2008-2012), Infames (2012), Yankee (2019) y la película Las Aparicio (2015). También ha sido coproductora de series para Netflix como Ingobernable (2017), El club (2019) y Oscuro deseo (2020).